# 山本祥吉
山本 祥吉（やまもと しょうきち、1886年（明治19年）10月25日 - 1976年（昭和51年）10月28日）は、日本の調味学者。農林省水産講習所教授、水産試験場技師、南興水産取締役、東海大学教授、東京水産大学講師。
鰹節の研究を専門とし、味の素等の商品開発や南洋群島での水産事業に関わった。

## 生涯

### 広島時代
1886年（明治19年）10月25日広島県安芸郡牛田村椎ノ木44番地（広島市東区牛田南一丁目）に小学訓導山本象六とタニの長男として生まれた。牛田村立尋常小学校を経て、1897年（明治30年）4月安佐郡立沼田高等小学校に入学したが、1899年（明治32年）3月中退、4月広島市立第二高等小学校に転じ、1901年（明治34年）3月卒業した。4月広島県立第一中学校に進学し、1906年（明治39年）3月卒業した。

### 水産講習所

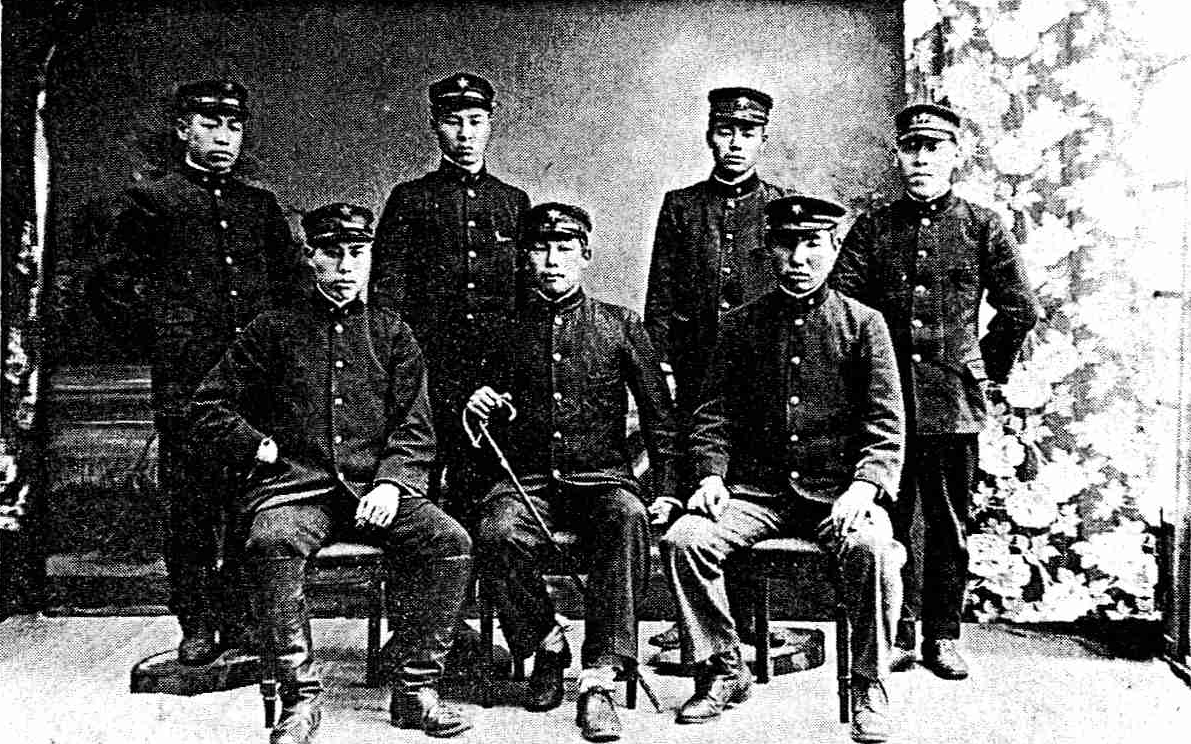
水産講習所卒業・送別記念写真（後列右端が山本祥吉）

早稲田大学で経済学を学ぶも中退し、1907年（明治40年）9月農商務省水産講習所製造科に入所し、小田原実習場や古釜布蟹缶詰工場で実習し、1910年（明治43年）7月卒業した。10月研究科に進み、1914年（大正3年）7月助手、12月技手となり、化学試験部で食品・分析実験を指導した。1925年（大正14年）7月水産講習所教授となり、食品論・科学実験を指導した。
1918年（大正7年）頃鈴木三郎助に協力してメリケン粉状だった味の素を結晶化したほか、1919年（大正8年）頃から村松善八のかつおエキスの研究にも加わるなど、専ら鰹節関係の研究に没頭し、生徒から「アミノ酸」の渾名で呼ばれた。

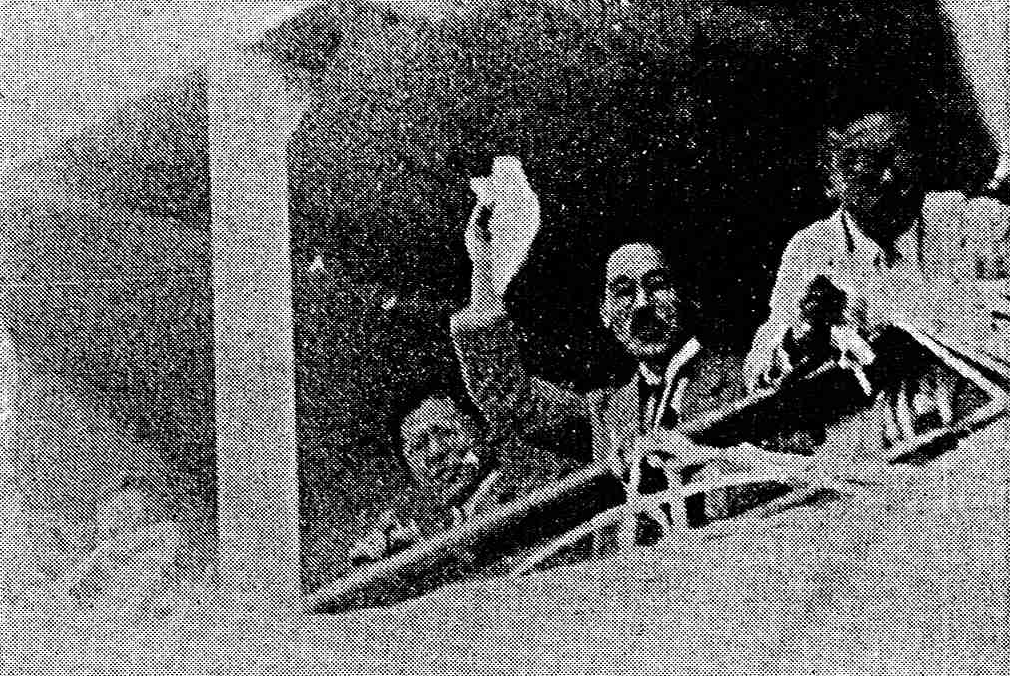
横浜港からサイベリア丸で出航する山本祥吉

1926年（大正15年）11月17日農林省在外研究員となり、12月9日アメリカ合衆国へ出発し、1927年1月28日ニューヨークコロンビア大学に入学してコロイド化学・有機化学・生理化学を学び、バンスライク法を実習した。帰路ロンドンオックスフォード大学でセント＝ジェルジ・アルベルトに肉組織調査について学び、ドイツ・フランスを経て1928年（昭和3年）3月13日帰国した。
1929年（昭和4年）4月1日水産講習所から水産試験場が分離するとその技師を兼ね、当初第1部製造係、1931年（昭和6年）4月化学製造係に移り、後に化製係主任となった。1935年（昭和10年）5月神経衰弱になりながら完成させた「水産動物ノ肉蛋白質並ニ体液ニ関スル研究」で山川洵の推挙により東京帝国大学から農学博士号を授与された。授与後は村松商店で鰹の素の商品化に注力した。

### 南興水産

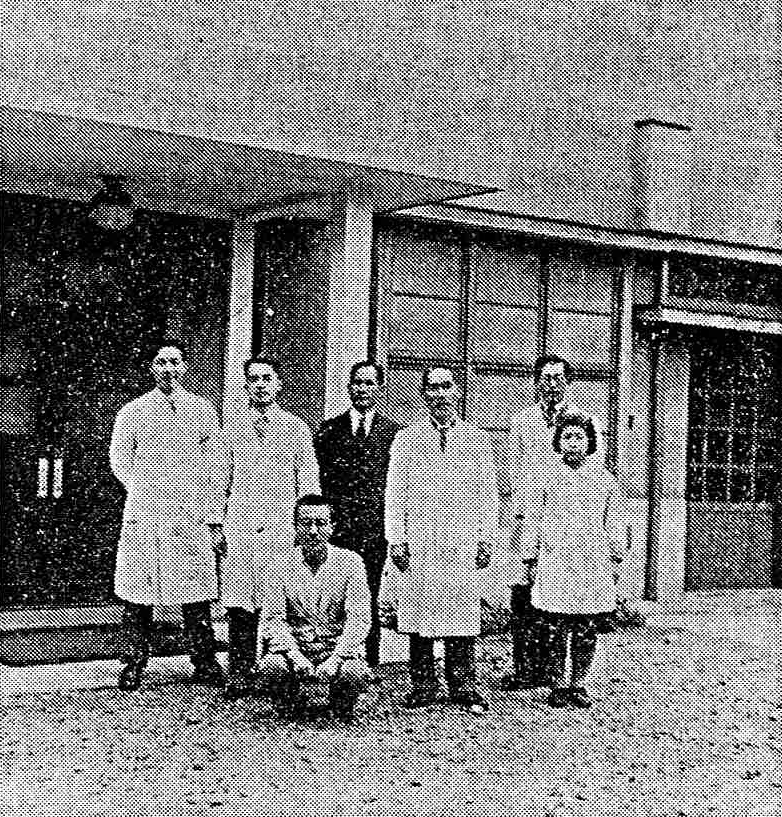
南興水産蒲田研究所のスタッフと山本祥吉

1936年（昭和11年）3月31日試験場を退職し、4月1日南興水産取締役兼研究所長となった。1937年（昭和12年）6月9日農林省に南洋群島出張を命じられ、パラオ島で鰹の加工処理を指導した。
1941年（昭和16年）4月1日南興水産蒲田研究所長となり、鰹節代用品や魚肉蛋白からのカゼインの製造等を研究した。1942年（昭和17年）6月20日海軍省により南西方面艦隊民政府支援を命じられ、1943年（昭和18年）頃図南丸で潜水艦の魚雷攻撃を避けながらマカッサルに赴任し、オランダ領東インドでの鰹漁を調査・指導した。

### 戦後
1945年（昭和20年）12月南興水産はGHQに解体された。1949年（昭和24年）6月1日東海大学教授となり、1951年（昭和26年）4月10日新制東京水産大学学長松生義勝の依頼で学専任講師となって調味学を講義したほか、岩佐商店奥多摩工場で粉わさびを研究し、福泉醸造、村松商店等の顧問も務めた。
1976年（昭和51年）初め老衰のため寝たきりとなり、10月28日早朝東京都の規格住宅で死去した。

## 著書
- 1943年（昭和18年）『少年少女日本水産の話』NDLJP:1720298

## 親族
- 父：山本象六 - 弘化2年（1845年）12月29日生。呉尋常高等小学校長[2]。
- 母：タニ[2]
  - 甥：稲垣忠彦 - 教育方法史学者。東京大学教授[2]。
  - 甥：稲垣克彦 - ペニシリン研究者。陸軍軍医少佐[2]。
- 弟：堀江隆介 - 海軍少佐[6]。
  - 甥：堀江雄 - キリンビール勤務[2]。
- 先妻 - 1921年（大正10年）12月次男出産時に産褥熱で死去[7]。
  - 長男：山本忠 - 水産統計学者。国際連合食糧農業機関勤務、日本大学教授[8]。
- 後妻：スミ - 平木圭二四女。1900年（明治33年）1月生[1]。
  - 長女：長尾フジ子[2] - 1923年（大正12年）4月生[1]。
  - 次女：三輪洋子[2]
  - 三女：島内キクコ - 島内義行妻、魚類学者須田有輔義母[2]。